# Кастриото-Скандербек-Дрекалович, Георгий Владимирович
Георгий Владимирович Кастриото-Скандербек-Дрекалович (6 декабря 1846 — 1919) — старший председатель Иркутской судебной палаты в 1895—1900 годах, сенатор.

## Биография
Православный. Потомок албанского князя Георгия Кастриота, потомственный дворянин Могилевской губернии. Землевладелец той же губернии (4000 десятин).
В 1869 году окончил Императорское училище правоведения и поступил на службу в департамент Министерства юстиции, с откомандированием в Виленскую палату уголовного и гражданского суда. В 1871 году возвратился на службу в департамент Министерства юстиции. В 1875 году был командирован в Царство Польское для подготовительных работ по введению там судебных реформ и, в 1876 году, при открытии судебных учреждений, был назначен членом судебной палаты.
В 1883 году занял пост председателя Рязанского окружного суда, в 1889 году — переведен на должность члена Санкт-Петербургской судебной палаты, в 1895 году — назначен старшим председателем Иркутской судебной палаты и тогда же командирован в Сибирь для подготовительных работ по введению там судебной реформы. Здесь знакомился с личным составом и с делами старых судебных учреждений. 1 января 1899 года произведен в тайные советники. Избирался почетным мировым судьей Иркутского окружного суда.
1 января 1900 года назначен сенатором, а через год ему повелено было присутствовать в Уголовном кассационном департаменте Правительствующего Сената. Кроме того, состоял почетным членом Санкт-Петербургского археологического института, а также членом многих благотворительных и просветительных обществ.
Умер в январе 1919 года.

## Семья
Был женат дважды. Первая жена — вдова полковника Мария Васильевна Лабунская, рожденная Каншина. С 31 августа 1907 был женат на вдове Ольге Модестовне Корпь (1860—1916), рожденной Кониар, дочери М. М. Кониара. Детей не имел.

## Награды
- Орден Святого Станислава 1-й ст. (1894)
- Орден Святой Анны 1-й ст. (1896)
- Орден Святого Владимира 2-й ст. (1904)
- Орден Белого Орла (1910)
- Орден Святого Александра Невского (1914)